# Flughafen Dubai

i7
i11
i13
Der Flughafen Dubai (arabisch مطار دبي الدولي Maṭār Dubayy ad-duwalī, englisch Dubai International Airport; IATA-Code: DXB, ICAO-Code: OMDB) ist der Flughafen der Stadt Dubai und des gleichnamigen Emirates der Vereinigten Arabischen Emirate (VAE). 2024 wurden mehr als 92 Millionen Passagiere befördert, womit DXB im weltweiten Vergleich auf Rang zwei liegt. Der bereits völlig umbaute Flughafen befindet sich rund fünf Kilometer östlich der Stadtmitte. Aufgrund seiner absehbaren Kapazitätsgrenze soll der Flughafen Dubai-World Central ausgebaut werden und dann den bisherigen Flughafen Dubai ersetzen.

## Fluggesellschaften
Der Flughafen ist Sitz von Emirates, der internationalen Fluggesellschaft des Emirates Dubai, und dient diesem als Drehkreuz in ihrem Streckennetz.
Im Jahr 2007 eröffnete die kuwaitische Fluggesellschaft Jazeera Airways ein Drehkreuz in Dubai. Damit war sie die erste in Dubai stationierte Billigfluggesellschaft. Außerdem wurde 2008 mit FlyDubai eine staatliche Billigfluggesellschaft in Dubai stationiert.
Bis Ende der 1980er Jahre war es nicht möglich, Nonstopflüge zwischen Europa und Fernost durchzuführen, da westliche Fluggesellschaften weder das Territorium der damaligen UdSSR überfliegen durften noch Flugzeuge mit ausreichender Reichweite zur Verfügung standen. Daher wurden Dubai und andere Flughäfen am Persischen Golf für Zwischenlandungen genutzt.
Heute verbinden alle größeren westeuropäischen Fluggesellschaften ihre Drehkreuze mit Dubai. Analog gilt dies auch für Fluggesellschaften aus dem Fernen Osten.

## Geschichte
Bereits 1937 begann die Fluggesellschaft Imperial Airways, den wöchentlichen Verkehr zu Stationen wie etwa Karatschi und Southampton zu betreiben. Die British Overseas Airways Corporation (heute British Airways) übernahm in den 1940er-Jahren den Flugbootverkehr von Dubai.
Der Bau des Flughafens wurde 1959 durch den damals herrschenden Scheich Raschid bin Said Al Maktum in Auftrag gegeben. Zunächst konnte der Flughafen durch die 1800 Meter lange Landebahn nur Flugzeuge des Types Douglas DC-3 abfertigen. Eine 2800-Meter-Landebahn wurde 1965 eröffnet sowie zahlreiche Hangarerweiterungen eingeweiht. Im Jahr 1969 gab es mit neun Fluggesellschaften Verbindungen zu rund 20 meist regionalen Zielen. In den 1970er-Jahren wurden ein 13.400 Quadratmeter großes Terminal sowie ein neuer Kontrollturm errichtet. Wenig später wurde die Landebahn auf 3810 Meter erweitert, um Langstreckenflugzeuge abfertigen zu können. 1984 wurde die zweite Landebahn mit 4447 Metern eröffnet. Mit dem Aufstieg der Wirtschaftsmetropole Dubai seit den 1980er-Jahren wuchs auch die Bedeutung des Flughafens weiter an.
1998 wurde Terminal 2 als erster Schritt des Entwicklungsplans eröffnet und im Jahr 2000 Concourse 1 eingeweiht. 2004 wurde mit dem Bau des Terminals 3 begonnen, welches umgerechnet etwa 3,63 Mrd. Euro kostete. Das neue Terminal nahm am 14. Oktober 2008 den Betrieb auf.
Mittlerweile verfügt der Flughafen über einen der größten Duty-free-Shops weltweit.

## Flughafenanlagen

### Start-/Landebahnen

Flughafendiagramm

Der Flughafen hat zwei parallele Landebahnen, die versetzt zueinander angeordnet sind. Die südliche Bahn 12R/30L ist geringfügig länger als die nördliche 12L/30R.

### Personenverkehr

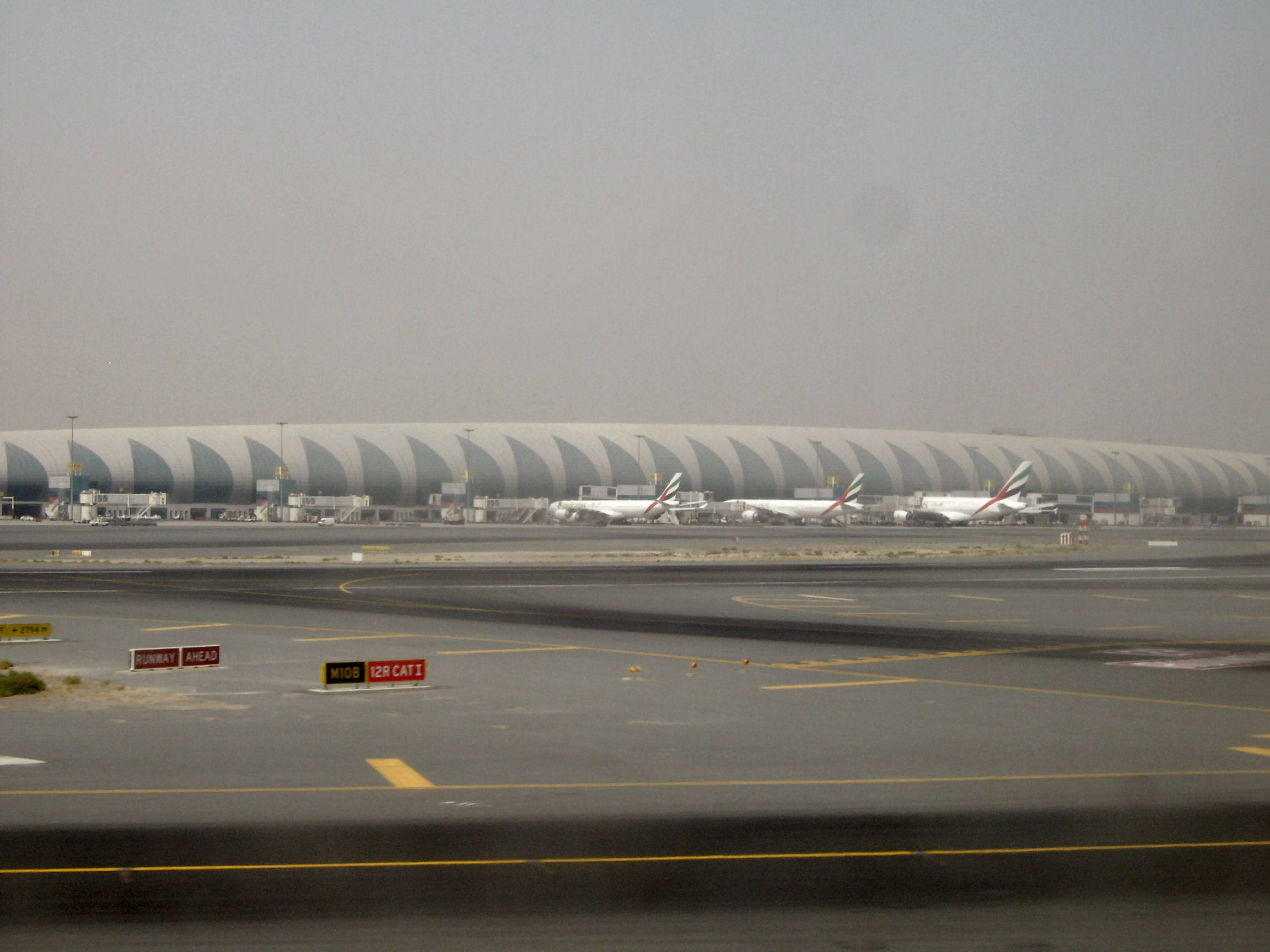
Das Flugsteiggebäude B

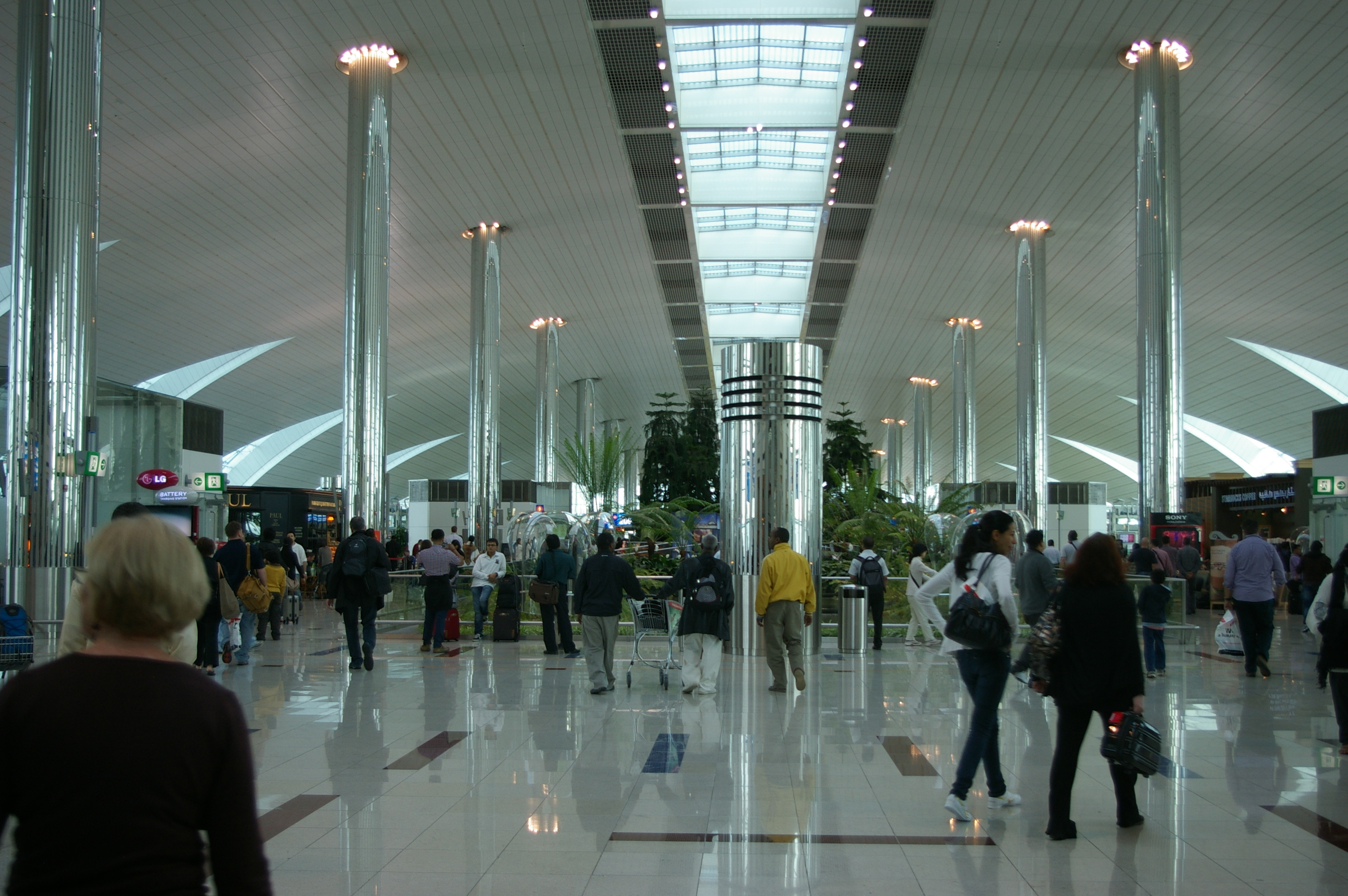
Gebäude des Terminal 3 Flughafen Dubai

Der Flughafen ist in drei Passagierterminals (T1–T3) eingeteilt, die zusammen über vier Flugsteiggebäude verfügen. Terminal 1 ist mit seinem Flugsteiggebäude (Concourse D) durch einen Fußgängertunnel unterhalb der südlichen Rollbahn verbunden. Die Flugsteige von Terminal 2 befinden sich dagegen direkt im Terminalgebäude. Terminal 2 verfügt über keine Fluggastbrücken, so dass alle Flüge über Vorfeldbusse abgefertigt werden müssen. Terminal 3 hat drei Flugsteiggebäude: Concourse A, B und C. Concourse B schließt direkt südöstlich an Concourse C an und ist wie dieses mit dem Terminalgebäude über einen Tunnel verbunden. Zusammengenommen haben die Gebäude eine Gesamtlänge von über 1700 m. Concourse A ist als weiterer Satellit über ein unterirdisches Peoplemover-System und Busse über das Vorfeld zu erreichen. Concourse A und B werden exklusiv von Emirates und Flydubai genutzt.

### Weitere Anlagen
Das Dubai Royal Air Wing (Regierungsfluggesellschaft des Emirats) ist am Flughafen Dubai stationiert. Es verfügt über ein eigenes Terminal im südöstlichen Bereich des Flughafens.

## Bedeutung
Dubai International Airport ist der bedeutendste Flughafen des Nahen Ostens. Beim Frachtaufkommen liegt er mit rund 1.400.000 Tonnen (2005) weltweit auf Rang 18. Über 100 Fluggesellschaften fliegen zu mehr als 150 Zielen.
Auf dem Dubai International Airport befindet sich ein Logistikzentrum des Welternährungsprogramms der Vereinten Nationen. Bei Bedarf werden humanitäre Hilfsflüge bis weit in die afrikanischen und südasiatischen Hilferäume durchgeführt.

## Ausbau
Seit 2002 werden drei weitere Terminals errichtet, zusätzlich zum 2000 eröffneten Sheikh-Rashid-Terminal. Am 14. Oktober 2008 wurde das Terminal 3 eröffnet, welches ausschließlich für Emirates konstruiert wurde. Mit diesem neuen Terminal erreicht der Flughafen eine jährliche Kapazität von mehr als 60 Millionen Fluggästen. Die Baukosten des Terminals 3 betrugen 4,5 Milliarden US-Dollar. Mit seiner Länge von 920 Metern und einer Nutzfläche von über einer Million Quadratmetern ist das „T 3“ eines der größten Terminals weltweit. Durch die unmittelbare Verbindung des Neubaus mit dem Terminal 1 ergibt sich eine Längsachse von nahezu 1800 Metern. Für den unterirdischen Bau wurden 10 Millionen Kubikmeter Boden bewegt und 33.000 Tonnen Baustahl eingesetzt. Um anfängliche Betriebsstörungen wie zum Beispiel in London Heathrow zu vermeiden, wurde das T 3 abschnittweise in Betrieb genommen, erst nach einigen Monaten wurde die volle Belegung erreicht. In einem weiteren Ausbauschritt (Concourse A) bis Ende 2012 soll der Flughafen auf eine Kapazität von 80 Millionen Passagieren gebracht werden. Seit Mitte 2009 ist der Flughafen für das CAT-III-B-Landeverfahren zertifiziert. Anfang 2012 wurden Planungen kommuniziert, dass der Flughafen der größte der Welt werden soll und rund 6 Milliarden Euro investiert werden.
Zusätzlich zum Concourse 3 entstand seit 2009 Concourse 4, der nach der Fertigstellung am 3. Januar 2013 nun Concourse A heißt und den Concourse 1 erweitert und somit die jährliche Gesamtkapazität auf etwa 90 Millionen Passagiere erhöhen wird. Die neue 650 Meter lange Halle hat 20 Abfertigungspositionen und es können 15 Millionen Passagiere abgefertigt werden. Seit 3. Januar 2013 befindet sich der Concourse A mit vier Abfertigungspositionen für den A380 im Testbetrieb. Bis März 2013 werden auch die restlichen Abstellpositionen nach und nach in Betrieb genommen. Nach offizieller Aussage der Flughafenbetreiber ist Concourse A ausschließlich für die A380-Emirates-Flotte reserviert. Tatsächlich haben jedoch die zwei Abfertigungspositionen an den Kopfenden des Terminals keine Fluggastbrücke für das A380-Oberdeck, alle Parkpositionen haben Parkmarkierungen auch für andere Flugzeugtypen. Stand März 2013 werden viele Emirates A380- und B777-Flüge von Concourse A aus abgewickelt. Der neue Concourse A hat 2,3 Milliarden Euro gekostet.
Das Frachtterminal mit dem Namen Cargo Mega Terminal, das bis 2018 ausgebaut werden soll, wird einen geschätzten Umschlag von etwa 3 Millionen Tonnen Frachtgut bringen.
Etwa 45 Kilometer südwestlich hat im Oktober 2013 der Flughafen Dubai-World Central für Passagierflüge geöffnet. Im Endausbau soll dieser der größte Flughafen der Welt werden. Dubai-World Central soll den hiesigen Flughafen vorerst nicht ersetzen, sondern ergänzen. Die beiden Flughäfen sollen durch den geplanten Bau einer Schnellstrecke der Metro Dubai verbunden werden. Emirates plant, spätestens 2034 ihr Drehkreuz an den neuen Flughafen zu verlegen.

## Verkehrszahlen
| Betriebs- jahr | Fluggast- aufkommen | Luftfracht (Tonnen) | Flugbewegungen |
| -------------- | ------------------- | ------------------- | -------------- |
| 2023           | 87.000.000          | 1.805.000           | 416.405        |
| 2021           | 29.100.000          | 2.300.000           | 233.375        |
| 2020           | 17.000.000          | 1.932.022           | 183.993        |
| 2019           | 86.400.000          | 2.514.918           | 373.261        |
| 2018           | 89.100.000          | 2.641.383           | 414.252        |
| 2017           | 88.200.000          | 2.654.494           | 413.940        |
| 2016           | 83.654.250          | 2.600.000           | 420.870        |
| 2015           | 78.014.838          | 2.506.092           | 407.315        |
| 2014           | 70.475.636          | 2.367.574           | 357.852        |
| 2013           | 66.431.533          | 2.435.567           | 373.534        |
| 2012           | 57.684.550          | 2.279.624           |                |
| 2011           | 50.977.960          | 2.194.264           |                |
| 2010           | 47.180.628          | 2.270.498           |                |
| 2009           | 40.901.752          | 1.927.520           |                |
| 2008           | 37.441.440          | 1.824.991           |                |
| 2007           | 34.340.000          | 1.668.505           | 260.530        |
| 2006           | 28.788.726          | 1.503.697           | 237.258        |
| 2005           | 23.607.507          | 1.314.906           |                |
| 2004           | 21.700.000          | 1.169.286           |                |
| 2003           | 18.060.000          | 956.795             | 168.511        |
| 2002           | 16.000.000          | 784.997             | 148.334        |
| 2001           | 13.500.000          | 632.224             | 134.165        |

## Bodentransport

### Straße
Der Flughafen ist durch die Straße D 89 verbunden. Eine der längsten innerstädtischen Straßen, die D 89, beginnt an der Deira Corniche und verläuft senkrecht zur D 85 (Baniyas Road). Von Deira führt die Straße nach Südosten zum Dubai International Airport und kreuzt sich mit der E 311 (Emirates Road) am Flughafen vorbei. Ein Straßentunnel unter einer der Start- und Landebahnen wurde 2003 gebaut.

### Metro
Der Flughafen wird von der Metro Dubai bedient, die zwei Linien durch oder in der Nähe des Flughafens betreibt. Die Rote Linie hat jeweils eine Station an Terminal 3 und Terminal 1. Die Verbindungen verkehren täglich zwischen 6:00 und 23:00 Uhr, außer freitags, wenn sie zwischen 13:00 und Mitternacht verkehren. Diese Zeiten unterscheiden sich während des islamischen heiligen Monats Ramadan. Die Bahnhöfe befinden sich vor beiden Terminals und sind direkt von den Ankunftsbereichen aus zu erreichen.
Die Grüne Linie hat eine Station in der Nähe der Airport Free Zone, von der aus Passagiere Anschluss an Terminal 2 haben.

### Bus
Die von RTA betriebenen Dubai-Busse verkehren auf einer Reihe von Strecken in die Stadt, hauptsächlich jedoch nach Deira, und stehen im Flughafen-Bodentransportzentrum und in der Ankunftshalle an jedem Terminal zur Verfügung.
Passagiere, die zwischen den Terminals 1 und 3 und Terminal 2 umsteigen müssen, können den regelmäßig verkehrenden Interterminal-Shuttlebusservice nutzen.
Busbahnhöfe befinden sich gegenüber von Terminal 1, 2 und 3. Die lokalen Busse 4, 11, 15, 33 und 44 können genutzt werden, um zu Terminal 1 und 3 zu gelangen, während Bus 2 zu Terminal 2 fährt.
Emirates bietet einen kostenlosen Busservice an, der drei tägliche Verbindungen von und nach Al Ain und vier tägliche Verbindungen von und nach Abu Dhabi betreibt. So auch Etihad.

### Taxi
Der Flughafen wird von der regierungseigenen Dubai Taxi Agency bedient, die einen 24-Stunden-Service bei der Ankunft in jedem Terminal anbietet.

## Zwischenfälle
- Am 27. Juli 1945 verunglückte eine Curtiss C-46A-40-CU Commando der United States Army Air Forces (USAAF) (Luftfahrzeugkennzeichen 42-107375) 21,7 Kilometer südöstlich vom Flughafen Dubai. Die Maschine war auf dem Weg von Karatschi nach Abadan. Alle 3 Besatzungsmitglieder kamen ums Leben.[56]

- Am 14. März 1972 flog eine intakte Caravelle 10B3 der Sterling Airways (OY-STL) im Anflug auf den Flughafen Dubai in einen etwa 500 Meter hohen Hügel im Emirat Fujairah, etwa 80 km östlich des Flughafens (CFIT, Controlled flight into terrain). Die Mittelstreckenmaschine befand sich auf dem Flug vom Flughafen Colombo-Bandaranaike über Bombay nach Dubai und sollte nach einem Tankstopp über Ankara nach Kopenhagen weiterfliegen. Alle 112 Personen an Bord – darunter sechs Besatzungsmitglieder – verunglückten tödlich. Es handelt sich um den folgenreichsten Unfall dieses Flugzeugtyps.[57]

- Am 16. Oktober 1977 wurde die entführte Boeing 737 „Landshut“ der Lufthansa hier betankt. Zudem konnte der Pilot Jürgen Schumann hier über die Anzahl der Entführer etc. Auskunft geben (siehe auch Entführung des Flugzeugs „Landshut“).

- Am 17. Oktober 2001 brach an einem Airbus A300B4-203 der Pakistan International Airlines (AP-BCJ) bei der Landung auf dem Flughafen Dubai das rechte Hauptfahrwerk zusammen. Daraufhin geriet die Maschine von der Landebahn ab und blieb 50 Meter abseits davon im Sand stecken. Dabei wurde die rechte Tragfläche beschädigt und das Triebwerk Nr. 2 brach ab. Alle 205 Insassen, zwölf Besatzungsmitglieder und 193 Passagiere, überlebten den Unfall. Das Flugzeug wurde irreparabel beschädigt.[58]

- Am 12. März 2007 kollabierte während des Starts eines Airbus A310-300 der Biman Bangladesh Airlines (Luftfahrzeugkennzeichen S2-ADE) auf dem Flughafen Dubai das Bugfahrwerk. Es gab keine Opfer unter den 250 Menschen an Bord, die Maschine wurde jedoch irreparabel beschädigt und später verschrottet.[59]

- Am 3. August 2016 verunglückte eine Boeing 777-300 mit dem Kennzeichen A6-EMW bei der Landung in Dubai. Die Maschine operierte als Emirates-Flug 521 aus dem indischen Trivandrum und hatte 282 Passagiere und 18 Besatzungsmitglieder an Bord.[60] Infolge eines Pilotenfehlers scheiterte ein Durchstartmanöver und das Flugzeug prallte mit halb eingezogenem Fahrwerk auf der Landebahn auf.[61] Alle Personen konnten sich über Notrutschen in Sicherheit bringen. Das Flugzeug brannte vollständig aus, bei den Löscharbeiten kam ein Feuerwehrmann ums Leben.[62]